# 青銅の基督
『青銅の基督』（せいどうのきりすと）は、長與善郎が雑誌『改造』1923年（大正12年）1月号に発表した小説である。発表後、1939年（昭和14年）に大幅な改訂が施された。1955年（昭和30年）に映画化された。

## あらすじ
江戸時代初期の長崎に萩原裕佐という南蛮鋳物師が住んでいた。裕佐は隠れキリシタンの娘モニカを娶ることを望んでいたが、裕佐がキリシタンでないことからモニカの父親から反対されていた。
裕佐はモニカの兄に誘われ降誕祭のミサに足を運ぶ。そこに、転びバテレンのキリシトファ・フェレラが踏み込んできた。

## 映画
『青銅の基督』（せいどうのきりすと）は、1955年（昭和30年）10月11日公開の日本映画である。松竹製作・配給。監督は渋谷実。モノクロ、スタンダード、126分。第9回カンヌ国際映画祭で上映された。2018年（平成30年）には秋原北胤監督のもとおよそ60年ぶりに再度映画化された。
スタッフ
- 監督：渋谷実
- 製作総指揮：高村潔
- 製作：白井和夫
- 脚本：斎藤良輔
- 撮影：長岡博之
- 音楽：黛敏郎
- 美術：松山崇
- 考証：新村出

キャスト
- 萩原裕佐：岡田英次
- モニカ：香川京子
- 吉三郎：石浜朗
- 君香：山田五十鈴
- キリシトファ・フェレラ：滝沢修（民藝）
- お蝶：野添ひとみ
- 富井孫四郎：信欣三（民藝）
- 長次：堺駿二
- 岩吉：三井弘次
- 長老：薄田研二
- 与力：山路義人
- 奉行：山形勲
- つる：毛利菊枝
- 儀右衛門：伊達信（民藝）
- お佐和：幾野道子
- トミ：岡田和子
- 藤田多門：荒木忍
- 老信徒：富本民平

## テレビドラマ
これまでに2度、テレビドラマ化されている。
- 舞踊ホール『青銅の基督』（1962年9月1日、NHK教育テレビ）
演出：三枝孝栄 / 脚本：安藤鶴夫 / 音楽：藤井凡大 / 振付：藤間勘十郎
出演：藤間紫、安井昌二、久松保夫、信欣三、細川俊夫
- 近鉄金曜劇場『青銅の基督』（1964年2月14日、RKB毎日放送）
演出：久野浩平 / 脚本：田村孟
出演：山本學、南田洋子、稲垣美穂子、下川辰平

| TBS系 近鉄金曜劇場（1964年2月14日）  | TBS系 近鉄金曜劇場（1964年2月14日） | TBS系 近鉄金曜劇場（1964年2月14日） |
| 前番組                               | 番組名                              | 次番組                              |
| ------------------------------------ | ----------------------------------- | ----------------------------------- |
| 十年ひとむかし - 朝日放送（ABC）制作 | 青銅の基督 - RKB毎日放送制作        | 奇蹟の女（再放送） - TBS制作        |